# Стари надгробни споменици у Калиманићима
Стари надгробни споменици у Калиманићима (Општина Горњи Милановац) представљају мање споменичке целине и значајан извор података за проучавање генезе становништва овог насеља.

## Калиманићи
Село Калиманићи налази се у централном делу општине Горњи Милановац. Граничи се са атарима села Клатичево, Љутовница, Накучани, Врнчани и Синошевићи. Село је разбијеног типа, са већим бројем засеока. Овуда води пут Горњи Милановац-Дићи-Љиг.
Село под овим именом није присутно у турским пописима. Овај простор насељенаван је од краја 18. века становништвом из Старог Влаха и околних села. Према легенди, село је добило име по Калиману који је предводио досељеничко братство из Сјенице.
Сеоска слава је Друге Тројице.

### Сеоска гробља
У Калиманићима постоје два сеоска гробља: код цркве у Љутовници и код сеоског записа.

#### Гробље код цркве у Љутовници
Налази се у непосредној близини љутовничке цркве брвнаре. Сачуван је релативно мали број старих надгробних обележја од којих су многа руинирана, поготово она израђена од крупнозрног бранетићског конгломерата. Бројчано доминирају споменици у облику стуба, у хронолошком распону од стотинак година.

#### Гробље код записа
Налази се у старој сеоској „порти” крај записа, где су у прошлости одржавани народни скупови. У разноликој, релативно добро очуваној споменичкој целини заступљени су готово сви новији типови споменика карактеристични за овај крај.